# Homosetia anaphrictis
Homosetia anaphrictis är en fjärilsart som beskrevs av Edward Meyrick 1919. Homosetia anaphrictis ingår i släktet Homosetia och familjen äkta malar.
Artens utbredningsområde är Guyana. Inga underarter finns listade i Catalogue of Life.